# Roberto Leitão
Roberto Leitão (Laguna, 15 de maio de 1937 — Rio de Janeiro, 28 de novembro de 2020) foi um lutador brasileiro, Grão-mestre 10º Dan em luta livre esportiva e incentivador e desenvolvedor da luta olímpica no Brasil. Treinou uma série de wrestlers, incluindo Renato Sobral, Pedro Rizzo, Marco Ruas, Gustavo Machado e Antoine Jaoude.
Roberto Leitão nasceu na cidade de Laguna em Santa Catarina, em 1937, mas se mudou com a família ainda pequeno para o Rio de Janeiro, Rio de Janeiro. Foi na capital fluminense que, no início dos anos 1950, começou a lutar. O judô já havia entrado na vida do mestre, aos 16 anos, depois vieram luta livre esportiva e o Wrestling. Foi professor de engenharia mecânica da Pontifícia Universidade Católica do Rio de Janeiro. Fundador da primeira Federação de Luta olímpica no Brasil, em 1979, com a Federação de Lutas do Estado do Rio de Janeiro (FLERJ), atualmente United World Wrestling.
É pai de Roberto Leitão Filho que é superintendente da Confederação Brasileira de Wrestling e contribui diretamente para o avanço da modalidade.